# Interpretación Madhyamika
Interpretación Madhyamika, esta es una interpretación de la teoría cuántica que se corresponde con la visión de la realidad presentada en la filosofía Madhyamika del budismo.

## Vista general
La interpretación Madhyamika, es una interpretación causal puramente fenomenológica de la teoría cuántica debida a [E.G.Granda, 2009]. Como en la interpretación de Bohm hay una causalidad completa debida a variables ocultas no locales, pero en ella tanto la función de onda, como los observables y las propias variables ocultas carecen de existencia independiente u ontología.